# 世界リゾート博
世界リゾート博（せかいリゾートはく）とは、和歌山県和歌山市沖の人工島である和歌山マリーナシティで1994年7月16日から9月25日までの72日間開催された、体験型地方博覧会。
正式名称は「JAPAN EXPO 世界リゾート博」、通称「リゾート博」。特定博覧会制度（ジャパンエキスポ制度）による第4回目の開催となった。

## 概要
計画自体がバブル崩壊前のものであり、和歌山県民の大半からは失敗するとの声も多かった。また関西国際空港の開港が博覧会開幕に間に合わなかったことも、マイナス要因の一つと指摘された。
しかし、開幕当初こそ人出は少なかったものの、閉幕してみればわずか3ヶ月の開催期間だったのにもかかわらず、見込み予想かつ目標の150万人のほぼ倍に近い、約294万人もの入場者が訪れる（8月末までに目標の150万人を突破した後、最終月の9月には約140万人が訪れる大盛況であった）など、当時成果が振るわなかった地方博においては大きく成功した例とされ、地方博として当時最高の黒字額を計上した。
成功の要因としては、
- 京阪神大都市圏という大消費地への近接性（和歌山市は大阪府と兵庫県に接している）
- 大駐車場の確保、シャトルバスの定期運行などハード整備に万全を期していたこと。
- 博覧会にありがちなアトラクションやパビリオンを最小限に抑え、あくまで欧風リゾートの雰囲気を重視したことで、幅広い客層に受け入れられたこと。
- 多くのショー、イベントなどを定期的に開催したことで、リピーターを確保できたこと。

が挙げられている。
阪和自動車道はリゾート博開幕の1年前に全通しており、開幕にあわせて既に完成していた。鉄道網も既に特急「くろしお」が新大阪・京都方面への乗り入れを開始していた。
このようにリゾート博は様々な面で影響があった。翌年の1995年には大河ドラマ『八代将軍吉宗』が放送され、リゾート博で賑わった和歌山市は再び賑わいを見せることとなった。

## 博覧会の成果
先述のように、当初の予想に反し、入場者数は地方博としては異例の294万人もの入場者数であるなど当時としては珍しく成功した博覧会であった。特に当博覧会の収益金は和歌山県内の中学生を毎年ヨーロッパへ語学研修等に派遣する事業に使われ、その意味においても意義あるものとなった。
会場の跡地は和歌山マリーナシティとなった。ポルトヨーロッパや黒潮市場などの施設がある。またリゾートマンションやロイヤルパインズホテル（現・和歌山マリーナシティホテル）などが跡地に建設されている。

## 博覧会会場への交通機関
海南駅・和歌山駅・南海和歌山市駅から概ね15分間隔で、会場までの和歌山バスによる直行バスが運行されていた。特に会場最寄駅となる海南駅では終日混雑し、和歌山バスだけでは輸送が追いつかないなくなり、子会社である和歌山バス那賀や同じ南海グループである南海りんかんバス・御坊南海バス・熊野交通の応援や、和歌山県内から明光バス・龍神自動車・西日本ジェイアールバスなどの各社バスが入り乱れていた。
鉄道では、海南駅の特急停車も追加で、朝・夕の一部の特急「くろしお」が臨時停車し、大阪駅・天王寺駅発着の臨時の快速列車「世界リゾート博号」も運行されていた。

## キャラクター
- ワックン - オレンジ色の鯨である。オレンジは紀州みかんの色、鯨は和歌山は古くから伝統捕鯨の基地であり、またホエールウォッチングも盛ん（ただし、盛んなのは南紀である）で、馴染みの深い生物であることから。

## テーマソング
- 青い星 ／坂本冬美、作詞：尾上文、作曲：来生たかお、編曲：森英治